# Rhytidoponera eremita
Rhytidoponera eremita är en myrart som beskrevs av Clark 1936. Rhytidoponera eremita ingår i släktet Rhytidoponera och familjen myror. Inga underarter finns listade i Catalogue of Life.